# Duo pentru Paoloncel și Petronom
Duo pentru Paoloncel și Petronom este un film românesc din 1994 regizat de Alexandru Solomon. Rolurile principale au fost interpretate de actorii Paul Celan, Petre Solomon.

## Distribuție
Distribuția filmului este alcătuită din:
- Tomi Cristin
- Petre Solomon
- Adrian Ilea
- Paul Celan